# Sécateur
 (février 2020).
Si vous disposez d'ouvrages ou d'articles de référence ou si vous connaissez des sites web de qualité traitant du thème abordé ici, merci de compléter l'article en donnant les références utiles à sa vérifiabilité et en les liant à la section « Notes et références ».

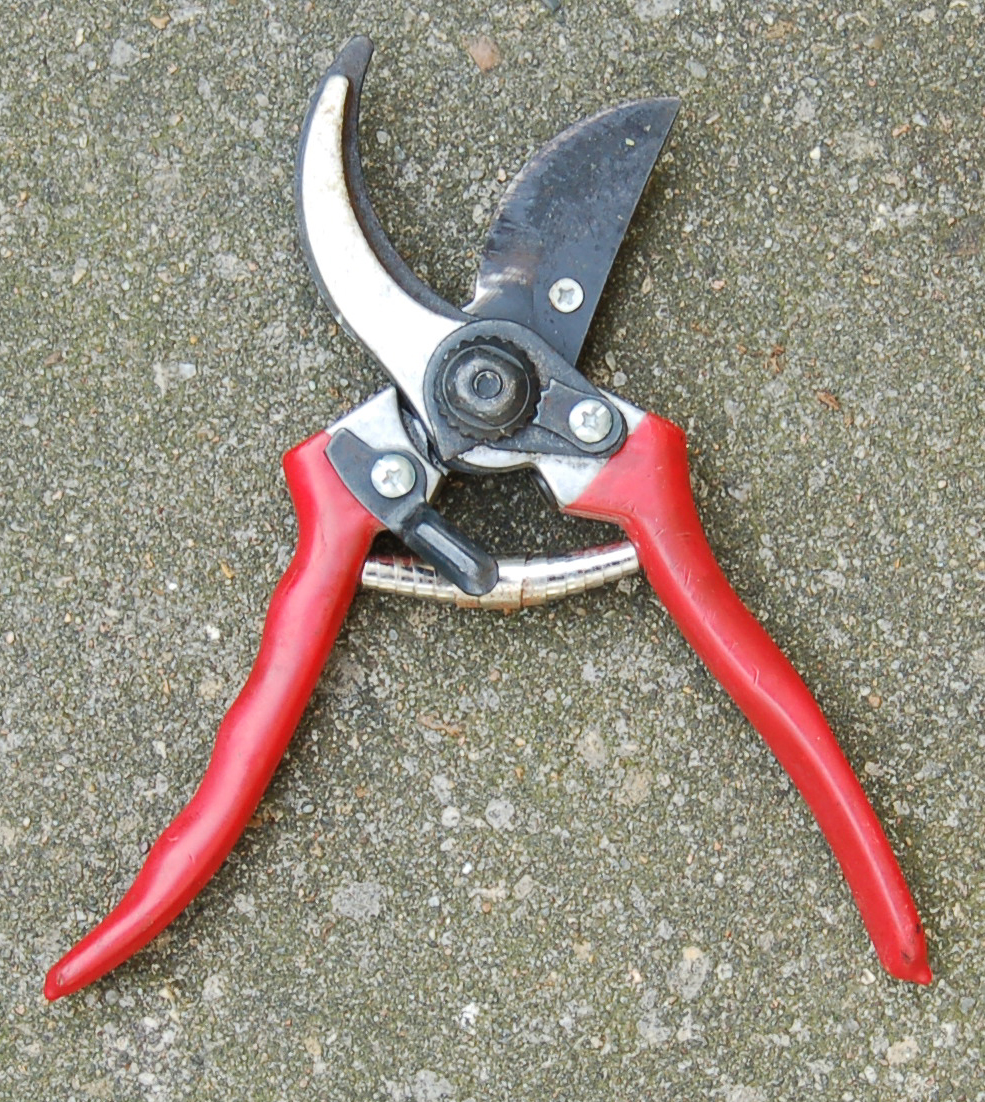
Un sécateur Felco ouvert.

Un sécateur est un outil d'agriculteur ou d'horticulteur pour les opérations de taille. C'est une sorte de paire de ciseaux robuste qui permet de couper de petites branches pour tailler les arbustes par l'action d'une seule main.
Les sécateurs sont formés de deux poignées mobiles reliées entre elles par un axe et prolongées l'une par une lame et l'autre par une contre-lame. Le ressort du sécateur permet d'écarter la mâchoire de la lame coupante lorsqu'on n'appuie pas sur les poignées.
La lame des sécateurs professionnels est revêtue d'un chromage dur qui augmente la dureté et la résistance à la corrosion de l’acier (due notamment à la sève ou à la rouille), le tranchant et la durabilité de la coupe, assurant un affûtage de longue durée.
Il existe deux groupes de sécateurs : les sécateurs manuels et les sécateurs à assistance.

## Histoire
La coupe des plantes dans le cadre de l'art topiaire remonte à l'Antiquité en Europe et en Asie de l'Est, avec des ciseaux spécialisés utilisés pour le Penjing chinois et ses ramifications - bonsaï japonais et Hòn Non-Bộ vietnamien  - depuis plus de mille ans.
Dans l'Europe contemporaine, les ciseaux utilisés uniquement pour le jardinage existent depuis 1819, date à laquelle l'aristocrate français Antoine François Bertrand de Molleville était répertorié dans "Bon Jardinier", comme l'inventeur des sécateurs. 
À la fin des années 1890, des sécateurs ont été vendus dans toute l'Europe et aux États-Unis. Aujourd'hui, les sécateurs sont largement utilisés dans le cadre du jardinage, de l'arboriculture et de la viticulture.
Les premiers sectateurs à enclume de coupe au monde ont été développés et produits en 1923 par Walther Schröder à Kiel, en Allemagne. Les sécateurs ont reçu le nom de produit "Original LÖWE" et ont été distribués à l'international dès 1925. D'autres sociétés produisent des sécateurs à enclume, dont Bahco, Edma, Felco (de), Fiskars Gardena et Wolf Garten.

## Les sécateurs manuels
Les trois premiers types sont les plus fréquemment utilisés par les tailleurs professionnels.

### Sécateur à lame tirante
C'est le sécateur utilisé par les arboriculteurs et les vignerons. Il est constitué d'une lame aciérée et d'une contre-lame aiguë. Il suffit de fermer la main pour couper.

### Sécateur ergonomique
Ce type de sécateur a pour particularité de former des angles au niveau des poignées. La lame et la contre-lame sont plus inclinées vers le bas que sur un sécateur non ergonomique. L'inclinaison de la tête de coupe compense la cassure verticale du poignet. Un autre angle est formé entre les poignées et l'ensemble lame/contre-lame (inclinaison latérale qui compense l'inclinaison latérale du poignet), ce qui fait que l'ensemble de coupe est orienté vers la droite ou la gauche selon que le sécateur est pour droitier ou gaucher, alors que sur un sécateur non ergonomique la lame est dans le strict prolongement des poignées. Lors d'un usage intensif, ces sécateurs ont l'avantage de réduire, voire d'éviter, les troubles musculo-squelettiques (tendinites au poignet et au coude, déchirures ligamentaires, syndrome du canal carpien) du fait que le poignet et le bras du tailleur restent droits. Pour que ces sécateurs soient vraiment ergonomiques, le tailleur doit choisir selon la morphologie de sa main celui qui sera le mieux adapté. Pour cela, il convient de mesurer la longueur de la main, du bout du majeur jusqu'à la pliure du poignet, et la largeur de la paume de la main. Ces deux mesures permettent de déterminer la taille des poignées adéquates (large, moyenne ou petite). Il ne reste plus qu'à choisir ensuite la tête de coupe, c'est-à-dire les lames, en fonction de la force physique du tailleur et du type de taille réalisée (jeunes vignes, vignes âgées, arbres jeunes ou plus âgés). Il existe trois capacités de coupe de 15 à 30 mm de diamètre. Dans le coffret du sécateur, le tailleur trouvera trois ressorts de force différente, qu'il adaptera selon son choix.
Les sécateurs ergonomiques à lame tirante sont proposés pour droitier ou pour gaucher. La poignée supérieure peut être tournante : au moment de la coupe, la poignée tourne sur la paume de la main (elle reste donc bien dans le creux de la main) au lieu de glisser, ce qui réduit les frictions et échauffements de la main.

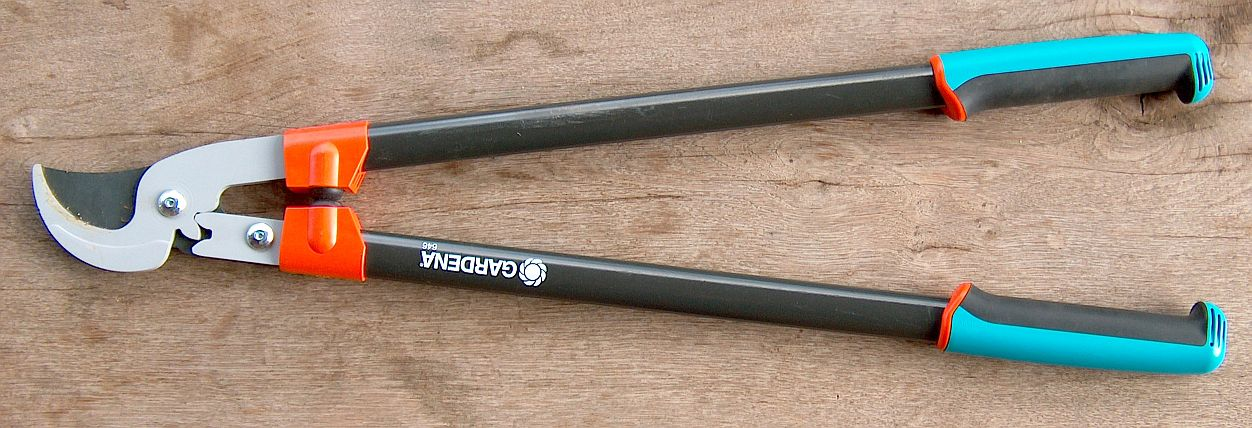
Ébrancheur.

### Sécateur de force, élagueur ou ébrancheur
C'est un sécateur plus lourd qui se tient à deux mains, une poignée dans chaque main. Les poignées plus ou moins longues ou réglables selon les modèles (avec des versions à manche télescopique) permettent de couper des branches de diamètre plus important sans utiliser de scie et en hauteur sans avoir besoin d'échelle.
Ces sécateurs à long manche sont aussi appelés aussi pince de force ou coupe-branches.

### Échenilloir
Un échenilloir est un outil coupant de jardinier (type sécateur) monté au bout d'une perche et actionné par l'intermédiaire d'une cordelette. Il sert à couper des branches hautes sans utiliser une échelle. Son nom provient de sa fonction première, qui était de pouvoir couper des branches sur lesquelles résidaient des nids de chenilles sans avoir à monter dans l'arbre.

Utilisation d’un échenilloir
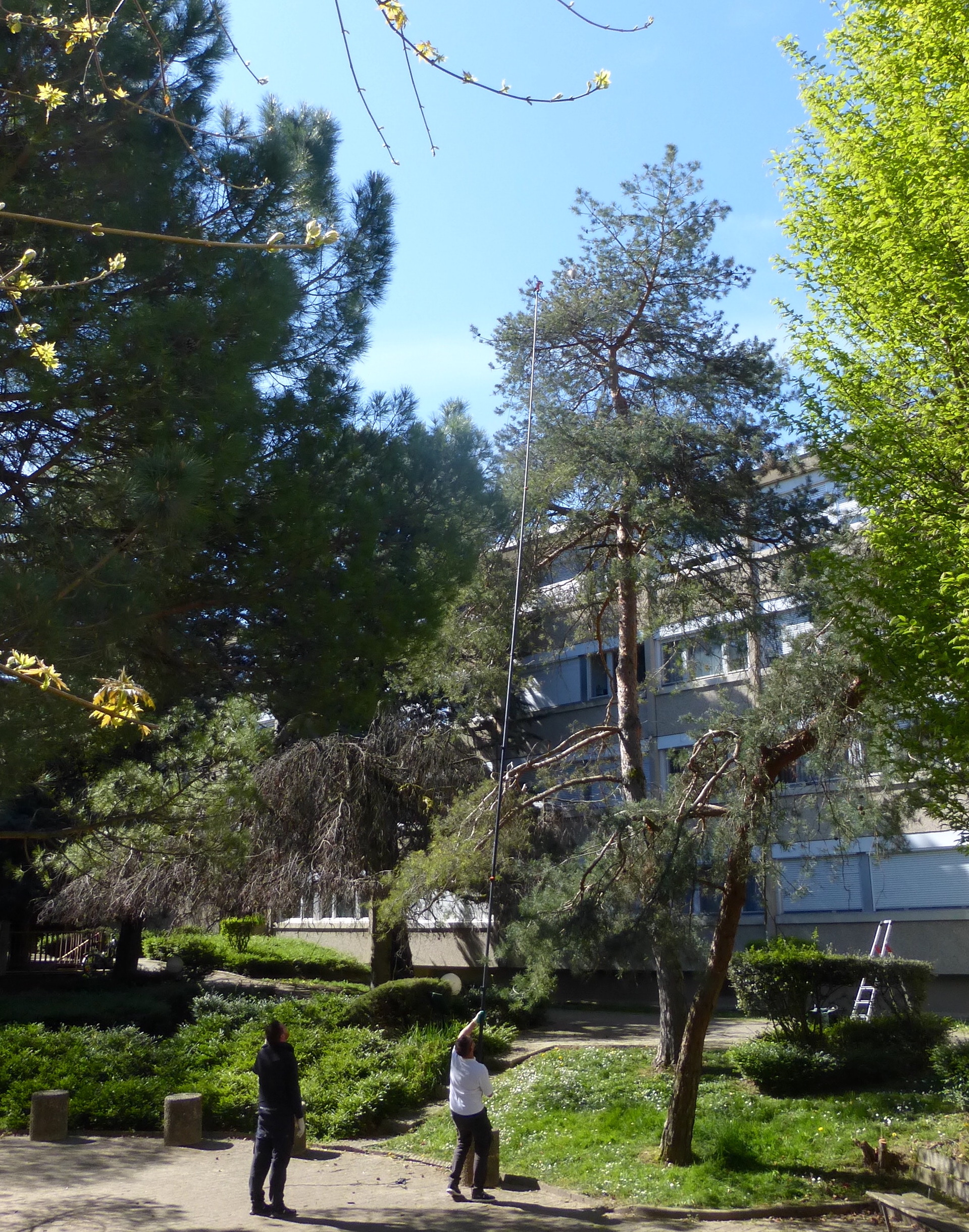
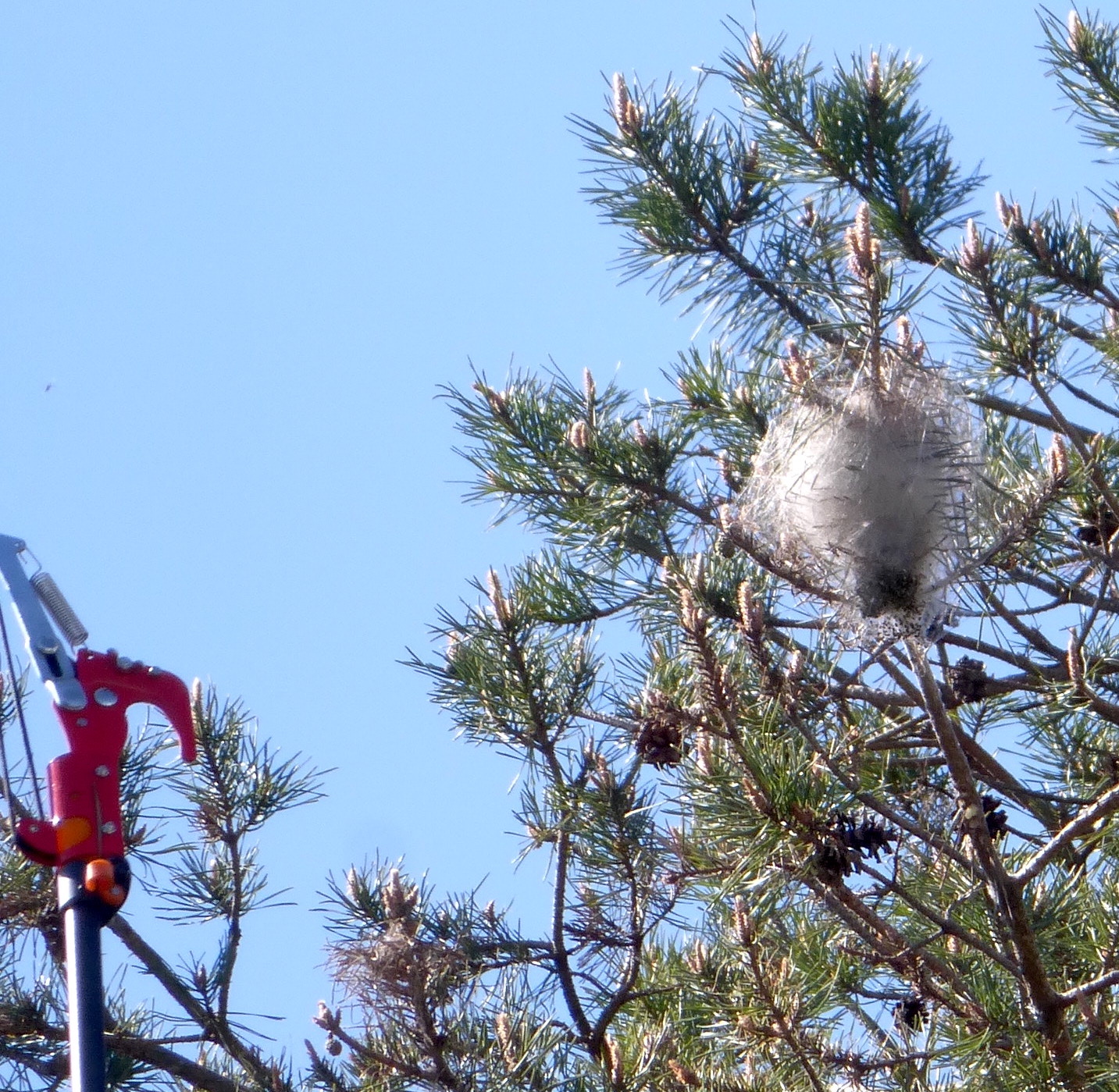
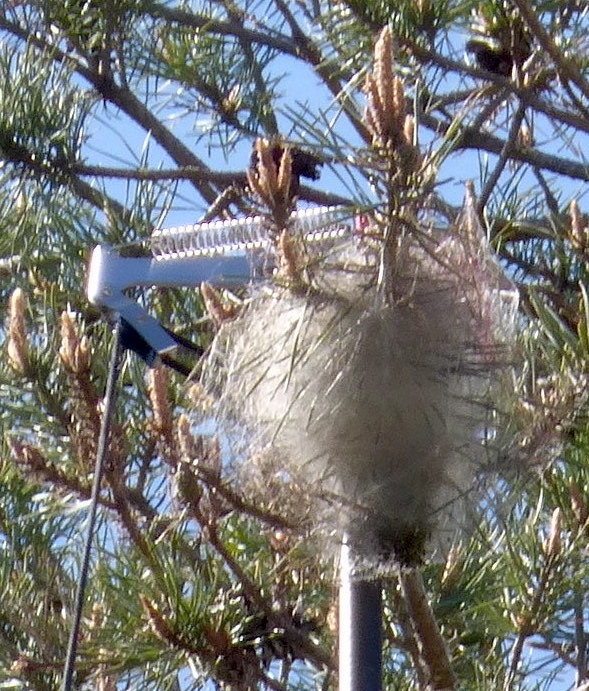

### Sécateur pour jardiniers amateurs
Il existe des sécateurs plus particulièrement destinés aux jardiniers amateurs. Ce sont les sécateurs à enclume et les sécateurs à crémaillère.

#### Sécateur à enclume
Il ressemble beaucoup au sécateur à lame tirante sauf qu'au lieu d'avoir une contre-lame aiguë, il a une enclume plate sur laquelle vient s'appuyer la lame au moment de la coupe. Ce sécateur s’utilise sur du bois mort ou très dur, et non sur du bois vert. L'inconvénient de ce sécateur est que la partie du rameau coupé qui reste sur l'arbre est écrasée, ce qui engendre une mauvaise cicatrisation et par conséquent des maladies cryptogamiques.[réf. nécessaire]

#### Sécateur à crémaillère
Il peut être à lame tirante ou à crémaillère. Il possède une démultiplication lors de la coupe. Le mouvement de fermeture de la main pour couper la branche doit être fait plusieurs fois pour qu'il y ait coupe proprement dite. L'inconvénient de ce système est la répétition du geste de fermeture de la main, mais il ne demande pas beaucoup de force pour couper par le fait de la démultiplication.

## Les sécateurs à assistance
Ce sont des sécateurs réservés aux professionnels car très onéreux. Ils sont pneumatiques ou électriques. Ils ne ressemblent en rien aux sécateurs manuels. En effet, on ne retrouve pas les deux poignées mobiles habituelles.

### Sécateur pneumatique
Ce sécateur ressemble à un gros tube (poignée) que l'on tient dans une main avec une gâchette actionnée par le pouce ou l'index pour déclencher le processus de coupe. La lame est mue par une tige qui effectue un mouvement de va-et-vient, lorsque la gâchette est actionnée, via un piston dans le corps du sécateur (tube/poignée). Aucune force physique humaine n'est sollicitée pour couper puisque ce système fonctionne à l'air comprimé. L'inconvénient réside dans le fait que pour fonctionner le sécateur a besoin d'être sous pression d'air en continu, d'où le tuyau qui le relie à une cuve à air. Ce tuyau a la fâcheuse tendance de s'emmêler dans les branches et d'agir comme un frein lorsque le tuyau à traîner est d'une grande longueur. 
Il existe un système à peu près identique mais plus ancien. La réserve d'air est accrochée à la ceinture du tailleur et se présente sous la forme d'une cartouche d'azote. Ce type de sécateur a été abandonné car l'autonomie d'une cartouche était faible et présentait une certaine dangerosité.

### Sécateur électrique

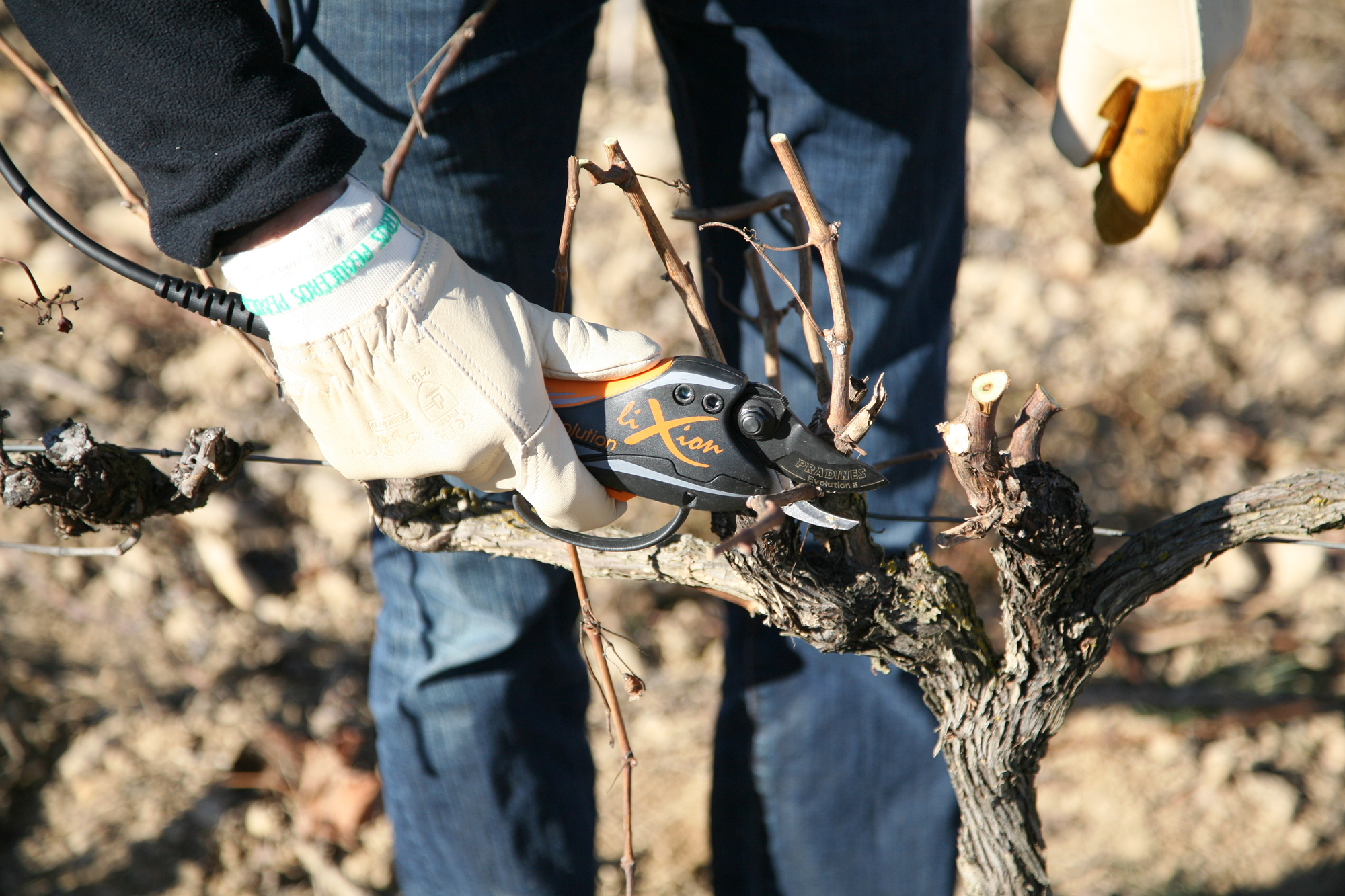
Sécateur électrique viticole.

Le sécateur électrique est l'évolution du sécateur pneumatique et hydraulique et se manipule de la même manière (tube/poignée que l'on tient dans une main, gâchette actionnée par un doigt), sauf que l'énergie requise n'est pas pneumatique mais électrique. Ils permettent de se passer du groupe d'énergie volumineux et du flexible le reliant à lui. Les batteries sont portées par le tailleur, dans une ceinture dans un harnais de portage, et sont reliées au sécateur par un fil électrique. Préalablement étudié pour fonctionner dans les vignobles, avec l'évolution constante des batteries permettant de délivrer des puissances de plus en plus importantes, ces outils commencent à se répandre chez les arboriculteurs.

## Fabricants
- ARS, fabricant japonais (création de la société : 1876)
- Bahco, fabricant suédois
- Edma, fabricant français
- Felco (de), fabricant suisse, leader mondial des sécateurs professionnels[1]
- Fiskars Gardena, fabricant finlandais
- LÖWE, fabricant allemand
- Niwaki, fabricant japonais
- Okatsune, fabricant japonais
- Spear & Jackson (en), fabricant britannique
- Tobisho, fabricant japonais
- Wilkinson Sword, fabricant britannique
- Wolf Garten, fabricant allemand